# Musée d'art et d'histoire (Neuchâtel)
Il Musée d'art et d'histoire di Neuchâtel ("Museo d'arte e di storia", frequentemente indicato con la sigla MahN) si trova nel centro storico della città svizzera.

## Storia
Il museo è stato fondato nel 1885 e fino al 1989 era chiamato Musée des Beaux-arts; ha sede in un palazzo realizzato tra il 1862 e il 1864 da Hans Rychner e ampliato nel 1894-1895 da Alfred Rychner su progetto di Léo Chatelain e nel 1952-1953 da François Wavre. 

## Collezioni
Originariamente oltre alle collezioni artistiche e storiche ospitava anche una sezione etnografica (trasferita nel Musée d'ethnographie nel 1904) e una archeologica (trasferita nel Musée cantonal d'archéologie nel 1952 e nel Laténium di Hauterive nel 2001). Nel 1979 ha acquisto gli Automata di Jaquet-Droz e nel 2000 la donazione Jeunet.

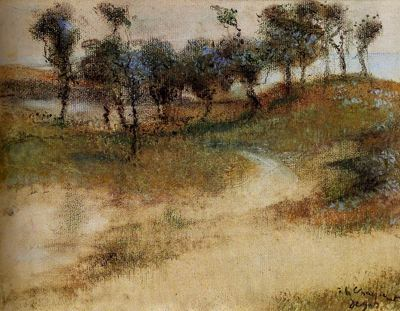
Edgar Degas, Paesaggio in riva al mare, 1882 circa

Tre modelli storici della città di Neuchâtel dall'anno mille ai nostri giorni sono permanentemente esposti nelle Galeries de l'histoire, sede distaccata del Museo d'arte e di storia; tra le opere d'arte esposte figura il dipinto Paesaggio in riva al mare di Edgar Degas.